# Il placido Don (film 2006)
Il Placido Don (Quiet Flows the Don) è un film del 2006 diretto da Sergej Bondarčuk, tratto dall'omonimo romanzo di Michail Šolochov. Fu iniziato da Bondarčuk nel 1992-1993 ma fu terminato solamente dopo la sua morte nel 2006. Finora il film è stato distribuito in vari paesi comprendendo anche l'uscita in DVD, Blu-ray e piattaforme digitali. In Russia è uscita anche la serie tv nella sola versione russa trasmessa dal Primo canale.